# Таволжанка (приток Самары)
Таволжа́нка (Таволожка) — река, левый приток Самары, протекает по территории Борского района Самарской области в России. Длина реки — 47 км, средний уклон русла — 3,1 ‰. Площадь водосборного бассейна — 500 км², средний уклон водосбора — 32,8 ‰, залесённость — менее 1 %, густота речной сети — 0,10 км/км².

## Описание
Таволжанка начинается в месте слияния оврагов Даниловский Дол и Коренной Дол в селе Гостевка. Генеральным направлением течения реки является север. В 2 км севернее села Смышляевка впадает в Самару на высоте 48 м над уровнем моря.

## Данные водного реестра
По данным государственного водного реестра России, Таволжанка относится к Нижневолжскому бассейновому округу, водохозяйственный участок реки — Самара от водомерного поста у села Елшанка до города Самара (выше города), без реки Большой Кинель. Речной бассейн реки — Волга от верховий Куйбышевского водохранилища до впадения в Каспий.
Код объекта в государственном водном реестре — 11010001112112100007552.